# Бариська Слобода
Бариська Слобода (рос. Барышская Слобода) — село в Сурському районі Ульяновської області Російської Федерації.
Населення становить 520 осіб. Входить до складу муніципального утворення Сарське сільське поселення.

## Історія
Від 2004 року входить до складу муніципального утворення Сарське сільське поселення.

## Населення
| 2010 |
| ---- |
| 520  |